# П'ятничанська вежа
П'ятнича́нська ве́жа — оборонна споруда замкового типу. Розташована поблизу села П'ятничани Жидачівського району Львівської області (Україна). 
Вежа належить до рідкісних пам'яток оборонного будівництва галицької школи. За легендами, П'ятничанська вежа могла бути залишками замку Сенявських чи Василіанського монастиря. Довгий час була руїною, але відреставрована в 1990—1991 рр. З 1995 р. споруда входить до складу Музею оборонної архітектури «П'ятничанська вежа» та є філією Львівської галереї мистецтв. 

## Історія
У минулому кожний важливіший шлях вимагав постійної системи охорони, що складалася з оборонних та спостережних споруд, розташованих вздовж шляху на віддалі візуального зв'язку (6–8 км). Відрізок Бібрка — Нові Стрілища, мав довжину 20 км, отже найраціональніше розміщення оборонної та спостережної споруди саме тут, де сьогодні село П'ятничани. 

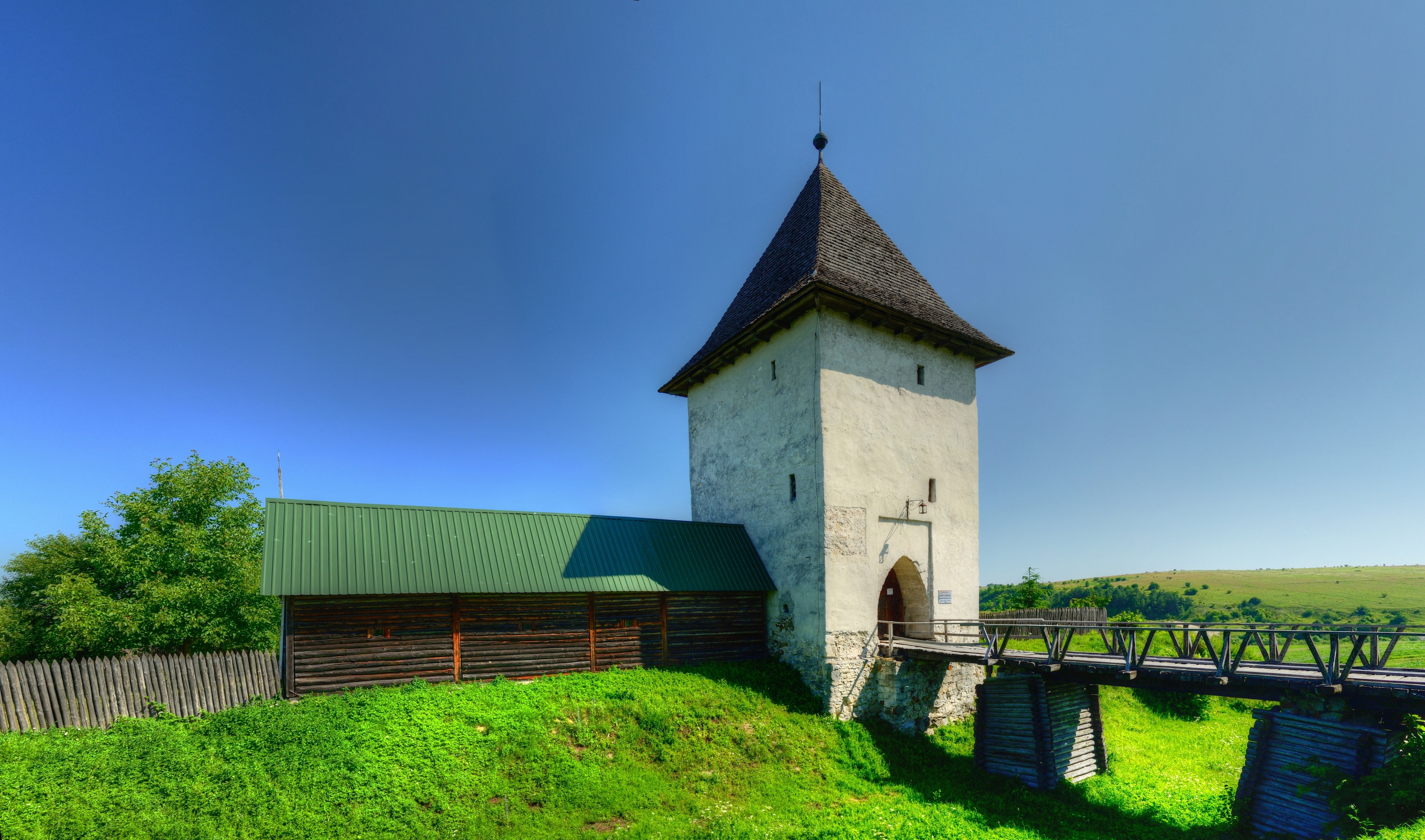

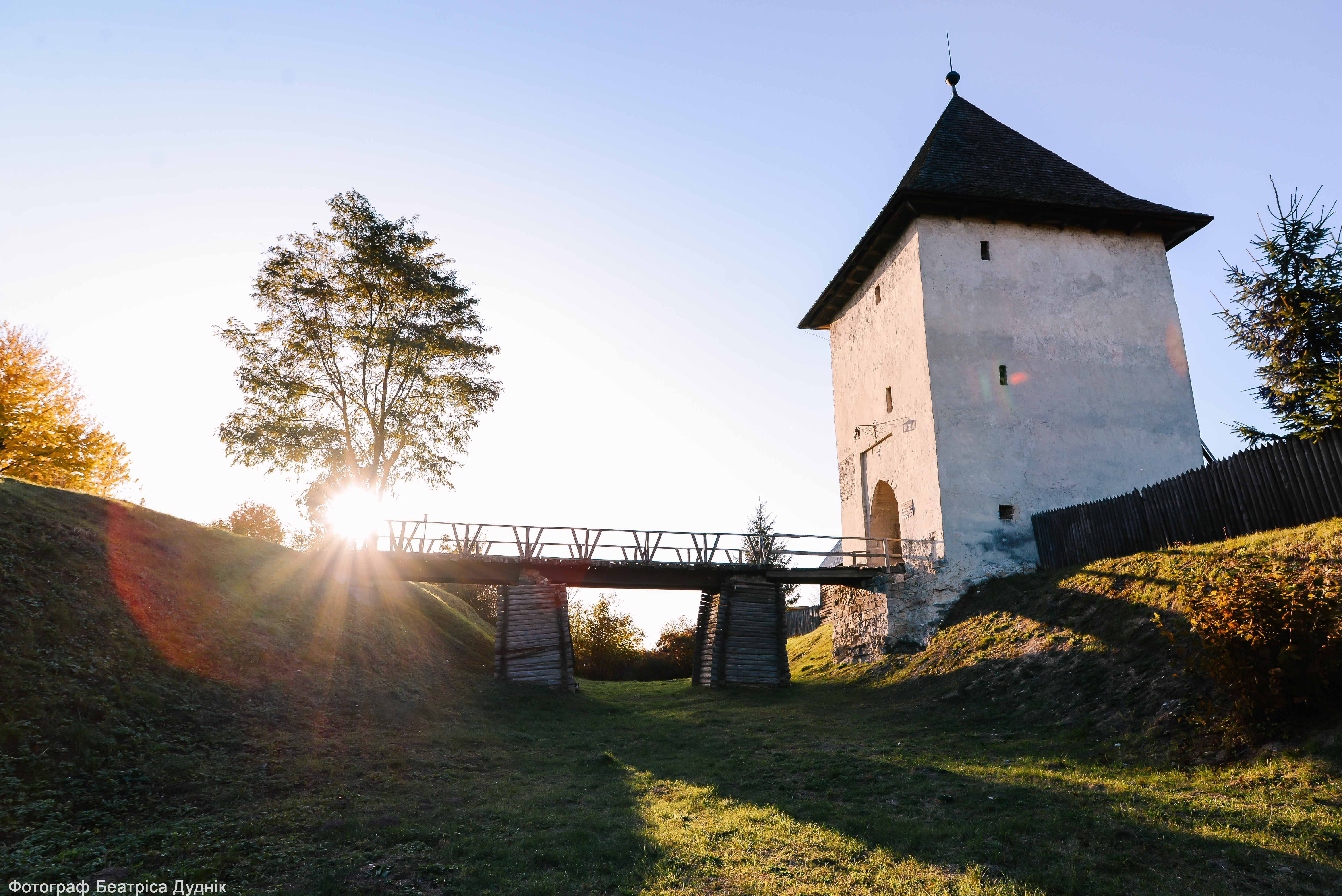

Висока вежа П'ятничанського городища була напевно не тільки оборонною, але й спостережною, і огляд з неї був прекрасний та далекосяжний, бо з висоти її підсябиття (верхня частина оборонної башти, яка містилась відразу під її дахом, з отворами-бійницями, що дозволяло обороняти нижню її частину — «бити під себе»), де звичайно стояли вартові, прекрасно продивлялася вся долина річки Боберки, що простягалася від городища на північний захід, аж до Бібрки, як і шлях, що звивався нею здовж річки. Подібно продивлявся шлях від городища на схід, до Стрілищ і відгалуження цього шляху в Ходорківцях на південь, до Ходорова, через теперішнє село Дев'ятники. 
Одна характеристика П'ятничанської вежі: вона майже квадратна в плані з боками 7,83 х 7,4 м, висота стін 9,5 м. У середині на стінах видно сліди перекриттів трьох ярусів. У північній і південній стінах збереглися пази воріт зі стрільчатими перемичками. З південного напільного боку розташований глибокий рів, через який був перекинутий піднімний міст. Вежа побудована із ломаного каменя-вапняка на вапняному розчині. Кути складені з тесаних блоків. Тесаними каменями обрамлені стрільчасті прорізи воріт і дверний проріз готичної форми на другому ярусі північного фасаду. По зовнішньому периметру стін розташовані гнізда колон-балок, які є, очевидно, слідами дерев'яної оборонної галереї. 
Згідно з одною характеристикою П'ятничанської вежі, селом П'ятничани володіли також магнати Сенявські, найбільші власники галицьких земель, зокрема на Львівщині. Сенявські були відомі як польська магнатська родина східного польського пограниччя з села Сенява, що біля Ярослава. В честь родинного села, чи прізвища, такою ж назвою — «Сенява», було названо і одно з сіл Бібреччини — сьогоднішнє село Соколівка. 
Офіційний запис про П'ятничанську вежу був у Географічному Словнику за 1880 рік. Письменник В. Будзиновський у кінці 20-х років XX ст. використав її існування для умісцевлення дії у своїй двотомній історичній повісті «Кожух не на мене» та «Небіжчик ходить». 
На початку XX ст. спостерігається подальше зацікавлення п'ятничанською твердинею. Цьому сприяла діяльність створеного у 1863 р. т. зв. Ґрона консерваторів Східної Галичини. 
Зацікавлення викликала вона у військового пілота, капітана польських повітряних сил, що випадково пролітав над нею під час одного з тренувальних польотів навесні 1937 року. Після цього польоту на ім'я вчителя п'ятничанської школи, літом цього ж року, прибула досить велика пачка наповнена різними книжками для шкільної бібліотеки і лист з проханням розповісти про історію побудови та існування П'ятничанської вежі.

## Дослідження та реставрація
У 80-х роках П'ятничанською вежею зацікавилися Обласне товариство охорони історичних пам'яток та Інститут Укрзахідпроектреставрація, хоч паспортизована вежа була дещо раніше і постійно згадувалася у публікаціях про історичні муровані пам'ятки України. Однак, проведені дослідження, зокрема ленінградськими вченими, внесли небагато нового до вже наявних даних про неї. Зокрема, дослідження ці давали підстави для твердження, що П'ятничанська вежа є одною з т. зв. «волинських веж», розповсюджених на Волині в другій половині XIII ст. А, оскільки Волинські і Галицькі землі на той час були єдиним князівством, то такі вежі мали б будуватися і на землях Галицьких. 
В 1990—1991 рр. П'ятничанську вежу реставровано згідно з проєктом авторів: І. Ковалишина, І. Могитича та І. Піхурка.

| З дороги добре видно П'ятничанську сторожову вежу XV-XVI ст. археологічні знахідки біля неї датуються XIV ст. При сухій погоді та відповідному транспорті можна під'їхати до самої вежі, де відкрито музей — відділ Львівської картинної галереї. [2] |